# Pseudosphyrapus dispar
Pseudosphyrapus dispar är en kräftdjursart som först beskrevs av Lang 1968.  Pseudosphyrapus dispar ingår i släktet Pseudosphyrapus och familjen Sphyrapidae. Inga underarter finns listade i Catalogue of Life.